# Famille Assemani
La famille Assemani est une famille maronite illustre de la région du Mont Liban, au Liban.

## Présentation
Quatre membres de cette famille, tous ecclésiastiques, se sont distingués au cours du XVIIIe siècle par leur érudition :
- Joseph-Simonius Assemani (1687-1768)
- Joseph-Aloys Assemani (1710-1782), neveu de Joseph Simon
- Etienne-Evode Assemani (1711-1782), neveu de Joseph Simon
- Simon Assemani (1752-1820), petit-neveu de Joseph Simon

Les études orientales, mais surtout syriaques leur doivent beaucoup, car c'est grâce à leurs recherches, leur collecte de manuscrits et leurs publications que les études syriaques, et en général l'histoire, l'hagiographie, les textes liturgiques orientaux et la littérature des Églises orientales ont été introduites en Europe.
Dans ce travail, où ils ont été précédés par d'autres savants maronites, connus sous leurs noms latinisés de Echellensis, Sciadrensis, Sionita, et Pietro Benedetti (Pierre Ambarach), les Assemani peuvent être considérés à juste titre, si ce n'est comme les créateurs, mais comme les pionniers les plus illustres des études orientales modernes.
Pour leur zèle, leur science, et leur attachement au Saint-siège, ils ont été tenus en grande estime par plusieurs papes, qui leur ont conféré des charges importantes, notamment à la Bibliothèque vaticane.